# The Jeff Garlin Program
Pour plus de détails, voir Fiche technique et Distribution.
The Jeff Garlin Program est un téléfilm de comédie américain, sorti en 2006.

## Fiche technique
Sauf indication contraire, les informations mentionnées dans cette section peuvent être confirmées par les bases de données cinématographiques IMDb et Allociné,  présentes dans la section « Liens externes ».
- Titre original : The Jeff Garlin Program
- Réalisation :
- Scénario : Leonardo Benvenuti, Jeff Garlin et Steve Rudnick
- Musique : Ralph Sall
- Direction artistique :
- Décors :
- Costumes : Nancy Gould
- Photographie : Bruce L. Finn
- Son :
- Montage :
- Production : John Whitman
  - Production déléguée : Leonardo Benvenuti, Jeff Garlin, David Miner, Phil Rosenthal et Steve Rudnick
  - Production associée : Beth Redick
- Sociétés de production : 3 Arts Entertainment et TBS Superstation
- Sociétés de distribution : TBS Superstation
- Pays de production :  États-Unis
- Langue originale : anglais
- Genre : Comédie
- Durée : 30 minutes
- Date de diffusion :
  - États-Unis : 2006

## Distribution
Sauf indication contraire, les informations mentionnées dans cette section peuvent être confirmées par les bases de données cinématographiques IMDb et Allociné,  présentes dans la section « Liens externes ».
- Jeff Garlin : Jeff
- Robert Baxt : Spinner N. Banks
- Dan Castellaneta : Ted
- Bob Einstein : Kirby
- Kathryn Fiore
- Marla Garlin : Marla
- Jackie Hoffman : Joanne LaFontaine